# Taxeotis epigaea
Taxeotis epigaea là một loài bướm đêm trong họ Geometridae.